# Batalla del riu Bàgrades (536)
La Batalla del Riu Bàgradas va ser un enfrontament l'any 536 dC entre les forces romanes, dirigides per Belisari i les forces rebels dirigides per Estotzes, en el marc de les guerres romano-amazigues. Estotzes havia assetjat Cartago (capital de la prefectura d'Àfrica ) poc abans amb una força de 8.000 rebels, 1.000 soldats vàndals (400 havien fugit després de ser capturats i havien navegat de tornada a Àfrica mentre la resta encara resistia als romans a Àfrica) i molts esclaus. Belisari només tenia 2.000 homes sota el seu comandament. A l'arribada de Belisari, els rebels havien aixecat el setge. Abans que comencés la batalla, Estotzes volia reposicionar les seves tropes perquè el fort vent no ajudés els romans en la lluita. Estotzes es va oblidar de moure cap tropa per cobrir aquesta reposició. Belisari, en veure que gran part de la força rebel estava desorganitzada i exposada, va decidir carregar contra els rebels, que gairebé immediatament van fugir desordenats. Les baixes rebels es van mantenir relativament lleugeres, ja que la força romana era massa petita per perseguir amb seguretat els rebels que fugien. En canvi, Belisari va permetre als seus homes saquejar el campament rebel abandonat.